# Ліверпуль (Окаханджа)
Ліверпуль (Окаханджа) (англ. Liverpool Okahandja) — професіональний футбольний клуб з Намібії, який представляє місто Окаханджа.

## Історія
Клуб було засновано в 1963 році в місті Окаханджа. В 1992 році команда перемогла в Кубку, завдяки цій перемозі клуб отримав право зіграти в Лізі чемпіонів КАФ у сезоні 1993 року, але Ліверпуль (Окаханджа) вибув уже в першому ж раунді. Свого найбільшого в історії успіху клуб досяг у 2002 році, коли переміг у національному чемпіонаті. Зараз клуб виступає в першому дивізіоні національного чемпіонату.
Серед усього іншого, свого часу в клубі виступали п'ять гравців, які у складі національної збірної грали на Кубку африканських націй 1998 року: Петрус Харасеб, Бімбо Тіхеро, Рубен Ван Вік, Саймон Уутоні та Йоханнс Хінджу.

## Стадіон
Свої домашні матчі клуб проводить на стадіоні «Окаханджа Стедіум», який вміщує 1 500 уболівальників.

## Досягнення
- Прем'єр-ліга: 1 перемога

2002
- Кубок Намібії Бідвест: 1 перемога

1992
- Ліга чемпіонів КАФ: 1 виступ

1993 — 1 раунд

## Відомі гравці
- Дензіл Хоасеб
- Пако Лекгарі
- Петрус Харасеб
- Бімбо Тіхеро
- Рюбен ван Вейк
- Саймон Уутоні
- Йоханнс Хінджу